# SV Birsfelden/Beider Basel
SV Birsfelden/Beider Basel – klub szachowy z Birsfelden, pięciokrotny zwycięzca Bundesligi.

## Historia
Klub powstał w 1997 roku poprzez połączenie SV Birsfelden i SC Beider Basel. Pod nazwą Birsfelden/Beider Basel zespół zdobywał mistrzostwo Bundesligi w latach 2005–2008. W tym okresie w klubie grali m.in. Jean-Luc Costa, Henryk Dobosz, Roland Ekström, Ivan Ivanišević, Wadim Miłow, Charles Partos, Dejan Pikula, Georg Siegel i Mihajlo Stojanović. W sezonie 2008/2009 klub zajął trzecie miejsce w Bundeslidze, po czym z przyczyn finansowych i braku trenera zrezygnował z gry w Bundeslidze. W 2011 roku połączono klub z SC Rössli Reinach. Nowy twór rozpoczął działalność od występów w Nationallidze B, a w 2015 roku zajął w niej pierwsze miejsce.